# تشيرو (مشروب)

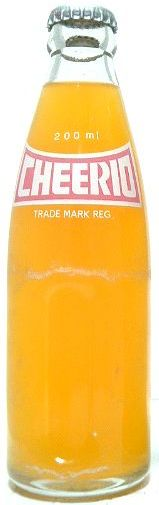
زجاجة تشيرو برتقال. الزجاجة القابلة للإرجاع تقتصر على منطقة تشوبو.

تشيرو (باليابانية: チェリオ) هو مشروب غازي ياباني من إنتاج شركة تشيريو. يأتي المشروب بنكهات متعددة، وقد تم تقديمه في عام 1963. كانت المشروبات تُباع في قناني زجاجية، مماثلة لتلك المستخدمة في مشروب نامليت. في السنوات الأخيرة، ومع انتشار علب الفولاذ والألمنيوم والقناني المصنوعة من مادة البولي إيثيلين تيرفثالات، أصبح شيريو (عنب وبرتقال فقط) في عبوات زجاجية متاحًا فقط في منطقة تشوبو جنوب غرب طوكيو، بالإضافة إلى ثلاث وحدات بيع في محافظة كاناغاوا.

## النكهات
- تفاح
- عنب
- بطيخ
- برتقال
- بنش
- الشاي الأسود
- الشاي الأخضر